# Перри, Рон (баскетболист, 1943)
Рональд «Рон» Перри (англ. Ronald "Ron" Perry; род. 29 декабря 1943 года, Гаррисонвилл, штат Виргиния, США) — американский профессиональный баскетболист, выступавший в Американской баскетбольной ассоциации, отыграв три из девяти сезонов её существования.

## Ранние годы
Рон Перри родился 29 декабря 1943 года в городе Гаррисонвилл (штат Виргиния), учился же немного южнее в городе Фалмут в средней школе Стаффорд, в которой играл за местную баскетбольную команду.

## Статистика в NCAA
| Сезон | Команда      | Conf     | Class | GP | GS | MPG | FG%  | 3P% | FT%  | RPG | APG | SPG | BPG | PPG  |
| --- | ------------ | -------- | ----- | -- | -- | --- | ---- | --- | ---- | --- | --- | --- | --- | ---- |
| 1964/65 | Виргиния Тек | Southern | SO    | 23 |    |     | 46,1 |     | 66,7 | 6,0 |     |     |     | 12,1 |
| 1965/66 | Виргиния Тек | Ind      | JR    | 22 |    |     | 45,7 |     | 55,2 | 4,3 |     |     |     | 11,0 |
| 1966/67 | Виргиния Тек | Ind      | SR    | 27 |    |     | 42,2 |     | 64,4 | 6,7 |     |     |     | 12,8 |
| Всего | Всего        | Всего    | Всего | 72 |    |     | 44,3 |     | 62,8 | 5,8 |     |     |     | 12,0 |
| Наведите курсор мыши на аббревиатуры в заголовке таблицы, чтобы прочесть их расшифровку Статистика приведена с сайта sports-reference.com |              |          |       |    |    |     |      |     |      |     |     |     |     |      |